# ديفانتي كول
ديفانتي كول (بالإنجليزية: Devante Cole)‏ هو لاعب كرة قدم بريطاني في مركز الهجوم، ولد في 10 مايو 1995 في إلدرلي إدج في المملكة المتحدة. شارك مع منتخب إنجلترا تحت 16 سنة لكرة القدم ومنتخب إنجلترا تحت 17 سنة لكرة القدم ومنتخب إنجلترا تحت 18 سنة لكرة القدم ومنتخب إنجلترا تحت 19 سنة لكرة القدم. أما مع النوادي، فقد لعب مع برادفورد سيتي وفليتوود تاون ومانشستر سيتي وميلتون كينز دونز ونادي بارنسلي وويغان أتلتيك.

## وصلات خارجية
- ديفانتي كول على موقع قاعدة بيانات كرة القدم.إي يو (الإنجليزية)
- ديفانتي كول على موقع Soccerbase.com (لاعب) (الإنجليزية)
- ديفانتي كول على موقع Soccerway.com (الإنجليزية)
- ديفانتي كول على موقع عالم كرة القدم.نت (الإنجليزية)
- ديفانتي كول على موقع AS.com (الإسبانية)